# Robyn Selby Smith
Robyn Selby Smith (* 26. November 1980 in Melbourne) ist eine ehemalige australische Ruderin. Sie gewann drei Weltmeistertitel.

## Sportliche Karriere
Robyn Selby Smith belegte bei den Weltmeisterschaften 2004 den achten Platz mit dem australischen Vierer ohne Steuerfrau. Im Jahr darauf startete sie bei den Weltmeisterschaften in Gifu in zwei Bootsklassen und gewann zwei Titel, den im Vierer ohne Steuerfrau und den im Achter. Bei den Weltmeisterschaften 2006 in Eton trat sie ebenfalls in zwei Bootsklassen an: Sie gewann erneut den Titel im Vierer und erhielt mit dem Achter die Bronzemedaille. 2007 startete Hornsey bei den Weltmeisterschaften in München nur im Achter, mit dem sie den vierten Platz belegte. Nach ihrer Nichtnominierung für die Olympischen Spiele 2008 trat Robyn Selby Smith vom Hochleistungssport zurück. 2012 kehrte sie noch einmal zurück und qualifizierte sich mit dem australischen Achter für die Olympischen Spiele in London, dort belegte sie mit dem Achter den sechsten Platz.
Die 1,77 m große Robyn Selby Smith ruderte für den Mercantile Rowing Club aus Melbourne.